# برکن
برکن، روستایی است از توابع بخش کجور شهرستان نوشهر در استان مازندران ایران.

## جمعیت
این روستا در دهستان توابع کجور قرار دارد و براساس سرشماری مرکز آمار ایران در سال ۱۳۸۵، جمعیت آن ۱۹ نفر (۶خانوار) بوده‌است. مردم برکن از قومیت طبری هستند. مردم برکن به زبان طبری و گویش کجوری سخن می‌گویند.